# Товстобаби (гміна)
Гміна Товстобаби — сільська гміна у Підгаєцькому повіті Тернопільського воєводства Другої Речі Посполитої. Адміністративним центром гміни було село Товстобаби (1965 року перейменоване на Високе).
Гміна утворена 1 серпня 1934 року в рамках нового закону про самоврядування (23 березня 1933 року).
Площа гміни — 28,17 км²

Кількість житлових будинків — 554

Кількість мешканців — 2486
Гміну створено на основі давнішої сільської гміни Товстобаби.